# 熊谷祐直
熊谷 祐直（くまがい すけなお）は、鎌倉時代前期の御家人。熊谷直国の子。大叔父・熊谷直勝の養子となって新庄系熊谷氏を継いだ。

## 略歴
生年は不詳であるが、兄・直時が建保5年（1217年）の生まれであるため、建保6年（1218年）から父の直国討死の承久3年（1221年）頃の出生と推定される。
文暦元年（1234年）、母の吉見尼の計らいによって、兄・直時の所領であった西熊谷郷と三入荘の1/3を、幕府の命令によって譲られた。これは母の吉見尼の強い思いでもあり、亡き父・直国の意向とされる。この一件で、安芸の熊谷氏は本庄系熊谷氏、新庄系熊谷氏の二派への分派が決定的となった（熊谷家文書第15号）。祐直は早速三入荘に下向し、桐原に新山城を築いて居城とした。
嘉禎元年（1235年）に、鎌倉幕府の命により、安芸の厳島神主家当主・藤原親実が熊谷氏の所領を調査して、「安芸三入庄地頭得文田畠等配分注文」を幕府に提出し、六波羅探題の北条時房と北条泰時の連署承認がなされたが、この書類が非常に雑なものであったため、この兄弟の所領争いを激化させた。争いはその後も続き、最終的に文永元年（1264年）まで、所領の論争は続くこととなった。
また、本庄系と新庄系の熊谷氏に分かれたことは、同族で所領争いを繰り返す原因となり、熊谷氏の勢力に歯止めがかかる遠因ともなった。この後、南北朝時代の争乱では新庄熊谷氏の熊谷蓮覚が本庄系熊谷氏と対立する。そして熊谷氏が再び一本化されるのは、大きく時代が下った熊谷膳直の時代である。

## 系譜
- 父：熊谷直国
- 母：吉見尼
- 養父：熊谷直勝
- 妻：不詳
- 生母不明の子女
  - 男子：熊谷蓮忍 - 蓮忍は法名
  - 男子：熊谷頼祐
  - 男子：熊谷頼直
  - 男子：熊谷直秀

## 参考資料
- 熊谷氏文書[要文献特定詳細情報]